# Jefferson Caffery

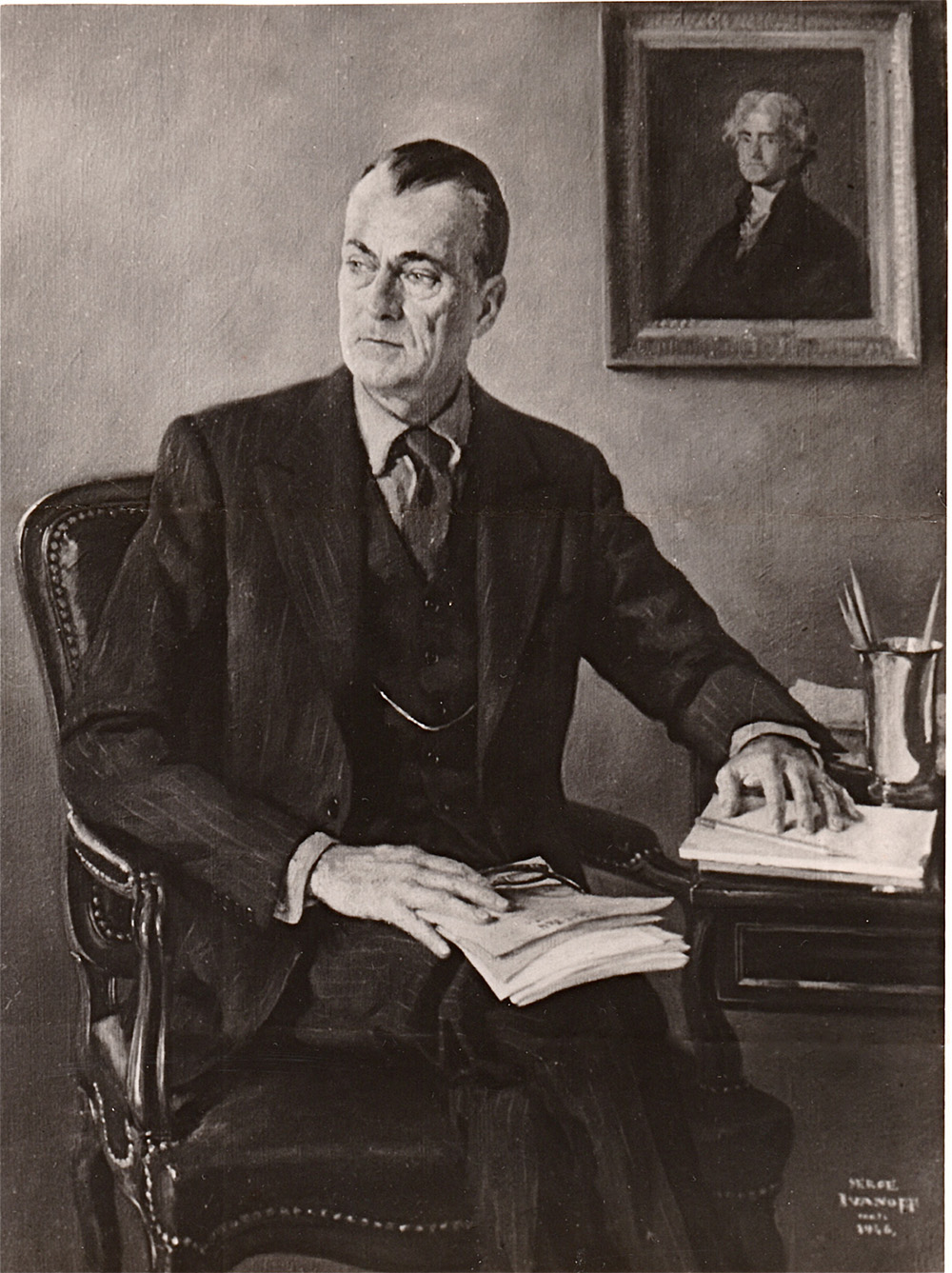
Porträt Jefferson Cafferys von Serge Ivanoff, Paris, 1946.

Jefferson Caffery (* 1. Dezember 1886 in Lafayette, Louisiana; † 13. April 1974) war Botschafter für die  Vereinigten Staaten in El Salvador (1926–1928), Kolumbien (1928–1933), Kuba (1934–1937), Brasilien (1937–1944), Frankreich (1944–1949) und Ägypten (1949–1955).

## Politische Laufbahn
Jefferson Caffery startete seine Karriere in der internationalen Diplomatie im Jahre 1911, unter der Präsidentschaft von William Howard Taft, als er in den diplomatischen Dienst des US-Außenministeriums als 2. Sekretär der Vertretung in Caracas, Venezuela eintrat.
Er reiste im Jahre 1916 nach Persien, dem heutigen Iran, nach dem Ersten Weltkrieg nach Paris, zusammen mit Präsident Wilsons Friedensunterhändlern und danach nach Washington, D.C., um Details für einen Besuch des Königs von Belgien und des Prince of Wales zu arrangieren. 1920 wurde er zum Stellvertreter des Botschafters in Madrid benannt. 1933 diente Caffery kurzzeitig als assistierender Außenminister unter Cordell Hull. Während seiner Karriere arbeitete er außerdem in diplomatischen Positionen niederen Ranges in Belgien, Deutschland, Griechenland, Japan, Persien, Schweden und Venezuela.
Insgesamt arbeitete Caffery 43 Jahre, unter der Präsidentschaft von fünf US-Präsidenten, Calvin Coolidge, Herbert Hoover, Franklin D. Roosevelt, Harry S. Truman und Dwight D. Eisenhower, im diplomatischen Dienst des US-Außenministeriums.
Im Jahre 1971 wurde Caffery der Foreign Service Cup durch seine Kollegen zuerkannt. Er wurde mit zahlreichen Ehrengraden und -auszeichnungen  bedacht, darunter auch die Leatre-Medaille der University of Notre Dame im US-Bundesstaat Indiana im Jahre 1954. 1949 erhielt er vom französischen Präsidenten das Große Kreuz der französischen Ehrenlegion verliehen.

## Persönliches

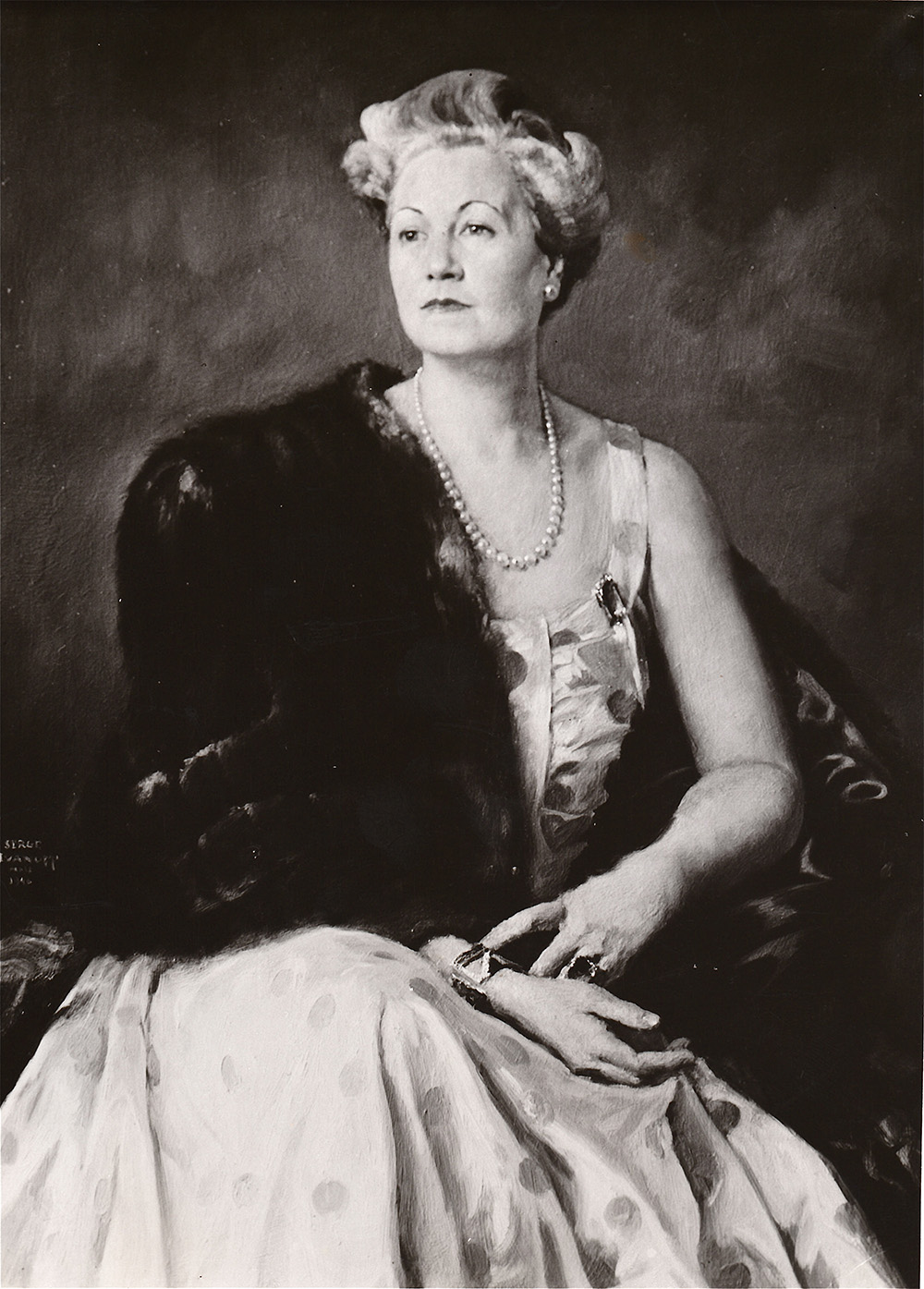
Porträt Gertrude Cafferys von Serge Ivanoff, Paris, 1946.

Caffery wurde in Lafayette im Bundesstaat Louisiana geboren. Er war ein Cousin des Senators Donelson Caffery und des Kongressabgeordneten Patrick Caffery.
```
Die Grund-
 und Mittelschule
 absolvierte er per Privatunterricht. Er war Mitglied der ersten Abschlussklasse der 
University of Louisiana at Lafayette
. Außerdem schloss er die 
Tulane University
 in 
New Orleans
 1906 mit dem Grad des 
Bachelors
 ab.
```

Während er in Rio de Janeiro war, heiratete Jefferson Caffery 1937 die geborene Gertrude McCarthy aus Evansville, Indiana. Sie hatten keine Kinder. Im Jahre 1955 ging er zusammen mit seiner Frau in Pension und ließ sich in Rom nieder. Dort war er ehrenhalber privater Chamberlain der Päpste Pius XII., Johannes XXIII. und Paul VI. 1973 kehrte Caffery, kurz vor dem Tod seiner Frau, nach Lafayette zurück.
Die Cafferys sind  hinter der St. John’s Cathedral in Lafayette beigesetzt. Ein Abschnitt des Louisiana Highway 3073 in Lafayette ist in Gedenken an ihn als Ambassador Caffery Parkway benannt worden.